# Keys to Your Heart

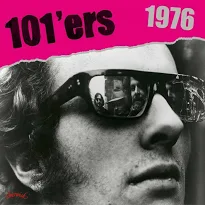
Portada del primer álbum de estudio de: The 101'ers, "1976"

Keys to Your Heart es un sencillo lanzado por The 101'ers que se remarca por tener a Joe Strummer entre sus integrantes. Es una canción pop/rock aunque también sea una mezcla de: Pub Rock, Rock & Roll y Punk. El sencillo incluye un lado B titulado «5 Star Rock & Roll Petrol».
Aunque la banda se disolvió en 1976, en 2005 se lanzó una versión remasterizada a causa de la muerte del exmiembro Joe Strummer como una versión alternativa. Está versión tenía arreglos y más instrumentos añadidos que en la mezcla original. Esta versión fue completada por la viuda de Joe Strummer (Lucinda Tait) y el batería del grupo (Richard Nother Dudanski).
También, en "Elgin Avenue Breakdown" sale "Keys To Your Heart", en la versión original del disco  y en la versión remasterizada, y en ellas dos también salen las dos versiones de la canción; la normal y la remasterizada en 2005. 
En la recopilación de Joe Strummer de su carrera musical (llamada Joe Strummer 001) está Keys To Your Heart.

## Interpretaciones
También ha sido interpretada por los siguientes grupos:
| Artista         | Canción            |
| --------------- | ------------------ |
| The Vibrators   | Keys To Your Heart |
| Armitage Shanks | Keys To Your Heart |